# Tinhead
Tinhead est un jeu vidéo de plates-formes sorti en 1993 sur Mega Drive. Le jeu a été développé par MicroProse Software.